# Список воевод Ярославского уезда
Воеводы Ярославского уезда (XV—XVII века)
- 1463—1468 Иван Васильевич Стрига (князь оболенский) (наместник)
- 1485—04.1496 Осип Андреевич (князь дорогобужский) (наместник)
- 1496—1497 Даниил Александрович Пенько (наместник)

…
- 30.10.1608—21.03.1609 Борятинский, Фёдор Петрович
- 1609 Биугге, Лоренц
- 1609 Шмит, Иоахим
- 11.04.1609—30.04.1609 Вышеславцев, Никита Васильевич
- 30.04.1609—28.06.1609 Гагарин, Сила Иванович
- 13.12.1612—? Елецкий, Фёдор Андреевич
- 1614 Головин, Семён Васильевич
- 1614 Хованский, Иван Андреевич
- 1614—1616 Лодыгин, Иван Васильевич
- 1614—1616 Тюменский, Василий Агишевич
- 1616—1618 Пушкин, Григорий Григорьевич Сулемша
- 1618—1619 Карамышев, Иван Константинович
- 1618—1619 Сицкий, Андрей Васильевич
- 1620—1622 Безобразов, Иван Романович
- 1622—08.1625 Воейков, Богдан Борисович
- 08.1625—26.09.1627 Наумов, Иван Фёдорович
- 01.1629—1630 Лодыгин, Дмитрий Васильевич
- 1632—1632 Кокушкин, Иван
- 1636—1637 Львов, Иван Андреевич
- 1638—1639 Секерин, Перфилий Иванович
- 1639 Палицын, Андрей Фёдорович
- 01.1646—1647 Годунов, Степан Иванович
- 06.1648—1649 Квашнин, Иван Григорьевич
- 1649—1650 Хрущов, Иван Иванович
- 22.09.1654—05.1655 Салтыков, Лаврентий Дмитриевич
- 27.08.1658—16.. Спешнев, Григорий Лазаревич
- 1659 Татищев, Алексей Степанович
- 16..—04.1661 Яковлев, Даниил Семёнович
- 16..—04.1661 Долгоруков, Фёдор Фёдорович
- 15.09.1664—1668 Унковский, Василий Яковлевич
- 1670 Аничков, Г. М.
- 1674 Черкасский, Михаил Алегукович (наместник)
- 05.1675 Аничков, Иван Алексеевич
- 11.03.1678—167? Головин, Михаил Петрович
- 26.05.1685—168? Борков, Фёдор Петрович
- 1690 Кобяков, Лев
- 16..—2.07.1692 Кафтырев, Константин
- 2.07.1692—26.04.1694 Соковнин, Василий Алексеевич
- 169?—169? Матвеев, Андрей Матвеевич (наместник)

## Источник
- Список правителей Ярославии